# Burgschleinitz (Herrschaft)
Die Herrschaft Burgschleinitz war eine Grundherrschaft im Viertel ober dem Manhartsberg im Erzherzogtum Österreich unter der Enns, dem heutigen Niederösterreich.

## Ausdehnung
Die Herrschaft umfasste zuletzt die Ortsobrigkeit über Amelsdorf, wobei sich der Sitz der Verwaltung in Maissau befand. Der Ort Burgschleinitz befand sich unter der Ortsobrigkeit der Herrschaft Greillenstein und Burgschleinitz.

## Geschichte
Letzter Inhaber der Pfarrherrschaft war der Pfarrer und Dechant Josef Thym. Die Herrschaft wurde im Zuge der Reformen 1848/1849 aufgelöst.